# Elias Phisoana Ramaema
Elias Phisoana Ramaema (1933-2015) foi o presidente da "Junta Militar de Lesoto" de 2 de maio de 1991 até 2 de abril de 1993.